# توسه کله
توسه کله، روستایی از توابع بخش سردار جنگل شهرستان فومن در استان گیلان ایران است.
این روستا با روستا های سه سار، سیاه ورود و چالکسر همسایه است.
در بالای کوه های این روستا امام زاده هایی به نام اقا سید علی و آقا سید محمد وجود دارد که از نوادگان موسی بن جعفر هستند که برای خون خواهی علی بن موسی الرضا به ایران آمده بودند.نام این امام زاده دوعالم کوه (دوال کوه)است.
این روستا دارای طبیعت  سرسبز و زیبایی است.
به غیر از جمعیت ثابت توسه کله این روستا تقریبا ۱۰۰ نفر هم جمعیت شناور دارد که در برخی فصل ها به جمعیت اصلی این روستا اضافه میشوند.

## جمعیت
این روستا در دهستان آلیان قرار دارد و براساس سرشماری مرکز آمار ایران در سال ۱۳۹۰، جمعیت آن ۴۳۶ نفر (۱۴۰خانوار) بوده‌است.